# Prinasura structa
Prinasura structa là một loài bướm đêm thuộc phân họ Arctiinae, họ Erebidae.